# Неспокійна молодь (фільм, 1928)
Неспокійна молодь (англ. Restless Youth) — американська драма режисера Крісті Кебенна 1928 року з Марселін Дей в головній ролі.

## У ролях
- Марселін Дей — Діксі
- Ральф Форбс — Брюс Ніл
- Норман Тревор — Джон Ніл
- Роберт Елліс — Роберт Хейнс
- Мері Мейберрі — Сюзан
- Білл Елліотт — Джордж Бакстер
- Рой Вотсон — незрозуміла роль
- Кой Вотсон — розсильний